# A Fragile Thing
Singles de The Cure
Alone
(2024)
Clip vidéo
[vidéo] « A Fragile Thing (Official Lyric Video) », sur YouTube
Pistes de Songs of a Lost World
And Nothing Is Forever Warsong
A Fragile Thing est une chanson du groupe britannique The Cure, écrite et composée par Robert Smith, sortie en single le 9 octobre 2024 et figurant sur l'album Songs of a Lost World.
Il s'agit du deuxième extrait de l'album après Alone, première chanson inédite de The Cure à paraître en single depuis 2008.

## Histoire de la chanson
A Fragile Thing est jouée pour la première fois sur scène lors de la tournée européenne Shows of a Lost World le 4 novembre 2022 à Assago, commune située près de Milan, en Italie,.

Robert Smith, auteur et compositeur de la chanson la décrit comme étant la chanson d'amour de l'album. Il précise :

« Mais ce n’est pas vraiment une chanson d’amour de la manière dont Lovesong est une chanson d’amour. C’est à propos de l’amour et comment l’amour est, je pense, la plus durable des émotions... Une émotion puissante et incroyablement résiliente et pourtant en même temps incroyablement fragile... C’est paradoxal, je sais, et ça ne fait pas tellement sens. Mais je pense que vous savez ce que je veux dire. Vous sentez parfois le danger de détruire quelque chose, et pourtant vous savez quelque part que ça ne peut pas être détruit. »

Le chanteur dit avoir eu du mal à l'écrire et que son titre d'origine était différent.

« Elle s’appelait à l’origine Kill the Sun et c’était une chanson très différente, puis elle s’est transformée en cette chanson — qui est très particulière pour moi, je suppose. Mais j’espère qu’elle résonne avec d’autres personnes parce que l’amour est une chose universelle. »

A l'instar de Alone, A Fragile Thing est très bien accueillie par la critique,,,.

## Supports et remixes
Sorti tout d'abord en single numérique, A Fragile Thing fait l'objet d'un 45 tours en vinyle blanc en édition limitée le 22 novembre 2024. La chanson y apparaît avec un mixage différent sur la face A et un remix (le RS24 remix) sur la face B, tous deux réalisés par Robert Smith.
Le 29 novembre 2024, on retrouve le RS24 remix sur un EP numérique avec trois autres versions du titre : celle figurant sur l'album qui est identique au single numérique, un « Radio edit » plus court et une version live enregistrée au Troxy à Londres lors du concert célébrant la sortie de l'album le 1er novembre 2024,.   
Trois autres remixes sont présents sur l'album Mixes of a Lost World sorti le 13 juin 2025. Ils sont signés par le le duo allemand Âme, la DJ d'origine irlandaise Sally C et le groupe britannique The Twilight Sad. Un quatrième, absent de l'album et réalisé par Mark Saunders est disponible le 20 juin 2025 sur les sites de streaming.